# Coronaviridae
Coronaviridae är en familj av enkelsträngade RNA-virus som ibland sprids zoonotiskt. Virusfamiljen ingår i ordningen Nidovirales och underordningen Cornidovirineae. Familjen består av två underfamiljer, fem släkten och 24 undersläkten.
De mest kända virusen inom familjen är de humana coronavirusen. Bland dessa finns humant coronavirus 229E (HCoV-229E) och humant coronavirus OC43 (HCoV-OC43) som orsakar vanlig förkylning. De humana coronavirusen inkluderar även severe acute respiratory syndrome coronavirus (SARS-CoV), severe acute respiratory syndrome coronavirus 2 (SARS-CoV-2) och middle east respiratory syndrome coronavirus (MERS-CoV) som kan orsaka allvarligare och ibland dödliga lunginflammationer.
Virus inom familjen har hittats hos vissa fåglar samt hos däggdjur som människan, fladdermöss, grisar, kameler, möss, katter, hundar, maskpalmmårdar och myrkottar.

## Underfamiljer, släkten och undersläkten:[4]
- Letovirinae
  - Alphaletovirus
    - Milecovirus

- Orthocoronavirinae
  - Alphacoronavirus
    - Colacovirus
    - Decacovirus
    - Duvinacovirus
    - Luchacovirus
    - Minacovirus
    - Minunacovirus
    - Myotacovirus
    - Nyctacovirus
    - Pedacovirus
    - Rhinacovirus
    - Setracovirus
    - Tegacovirus

  - Betacoronavirus
    - Embecovirus
    - Hibecovirus
    - Merbecovirus
    - Nobecovirus
    - Sarbecovirus

  - Deltacoronavirus
    - Andecovirus
    - Buldecovirus
    - Herdecovirus
    - Moordecovirus

  - Gammacoronavirus
    - Cegacovirus
    - Igacovirus